# Scopula silonaria
Scopula silonaria là một loài bướm đêm trong họ Geometridae.